# حشمت آباد (مقاطعة دورود)
حشمت‌آباد (بالفارسية: حشمت‌آباد) هي قرية تقع في قسم حشمت‌آباد الريفي (مقاطعة دورود) في إيران. يقدر عدد سكانها بـ 732 نسمة .